# Sarczyn
Sarczyn – jeden z wierzchołków Pasma Łososińskiego w Beskidzie Wyspowym. Ma wysokość ok. 762 m n.p.m. Znajduje się w zachodniej części tego pasma, pomiędzy Groniem (742 m) a przełęczą pod Sałaszem (670 m). Wznosi się nad miejscowościami Sowliny, Mordarka, Laskowa. Jest całkowicie porośnięty lasem. Grzbietem prowadzi szlak turystyczny.
Na niektórych mapach szczyt ten nie jest zaznaczany. Nazwę Sarczyn nosi też część miejscowości Mordarka, leżąca na wschód od góry Sarczyn.

## Szlaki turystyki pieszej
– zielony z Łososiny Górnej przez Sałasz Zachodni do Pisarzowej

## Przypisy

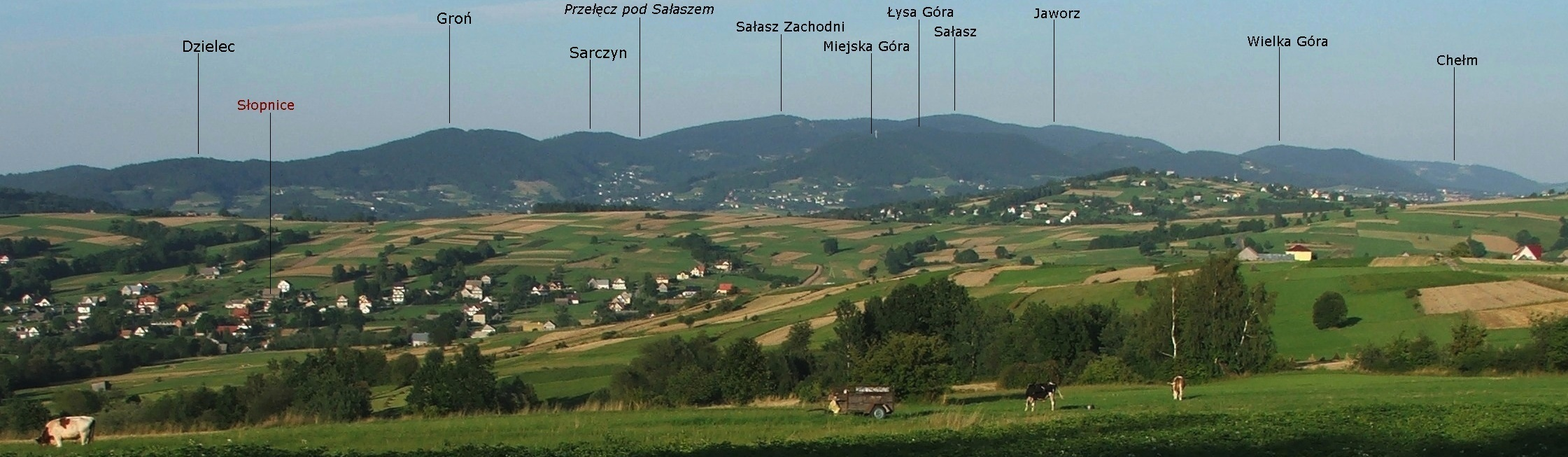
Położenie Sarczyna w Paśmie Łososińskim